# تاکاشی هیراتا
تاکاشی هیراتا (انگلیسی: Takashi Hirata؛ زادهٔ ۱۵ ژانویهٔ ۱۹۳۶) کشتی‌گیر اهل ژاپن بود.